# 酒井忠武
酒井 忠武（さかい ただたけ）は、越前敦賀藩の第3代藩主。忠稠系小浜藩酒井家別家3代。

## 生涯
第2代藩主・酒井忠菊の3男。正徳5年（1715年）、忠菊の嫡子となって将軍・徳川吉宗に御目見した。享保7年（1722年）、父の死により家督を継いだが、翌年の自邸での失火を理由に出仕を停止させられた。嗣子無くして享保16年（1731年）8月21日、24歳で死去した。
家督は弟の忠香が継いだ。

## 系譜
父母
- 酒井忠菊（父）
- 堀田正休の娘（母）

養子
- 酒井忠香 ー 実弟